# 横山北斗
横山 北斗（よこやま ほくと、1963年10月25日 ‐ ）は、日本の政治学者、政治家、政治評論家、病院理事長。元衆議院議員（2期）。

## 来歴
東京都出身。帝京八王子高等学校、中央大学法学部政治学科卒業後、白鳥令に師事し、1996年、東海大学大学院政治学研究科博士課程を修了し、博士（政治学）となる。専門は、イギリスの福祉政策で、1997年、弘前大学教育学部助教授に就任。これを機に青森県へ移り住んだ。2002年、弘前学院大学大学院社会福祉学研究科教授に就任（2005年に退職）。
2003年1月26日に行われた青森県知事選挙に出馬を検討していた参院議員の田名部匡省が出馬を断念し、大学教授の横山に白羽の矢が立ち、日本で初めて30歳代で知事選に立候補した候補者となった。横山本人は完全無所属を表明したが、田名部の意向で、民主、自由に推薦願を出すことになった。しかし、民主と支持母体の連合青森は、現職の木村守男知事を支持した。また、選挙戦のさなかに、弘前学院大学から「立候補に伴い教授を退職にする」と記した文書が送られてきたため、横山は「出馬に伴い様々な圧力がかかったが、そうしたものには屈しない」と不当解雇で同大を訴え、この結果、選挙中に裁判所に出廷させられるという異常な戦いを強いられた。選挙結果は、県都青森市では横山の得票が木村を上回ったが、8万票の差で敗れた。落選後、横山は裁判に勝訴し、大学教授に復職を果たすが、当選した木村知事は週刊新潮に「セクハラ不倫疑惑」が報じられ、辞職勧告決議が可決される。木村知事は辞職を拒んでいたが、青森県議会に知事不信任決議案が提出され、採決前の5月16日に辞職した。
木村の辞職に伴って、同年6月29日に行われた出直し知事選では、横山が勝てると踏んだ民主、連合、さらに社民も、一転して横山を推薦したが、横山は「純粋無所属」を標榜し、学生勝手連を中心に草の根選挙を展開した。選挙戦は横山優勢で進んだが、自民・公明の組織戦の前に逆転を許して、僅差で三村申吾に敗れ、この時、三村陣営の選対本部長を務めた津島雄二衆院議員は「芸術的勝利、奇跡の大逆転」と絶叫し、万歳三唱を行った。
同年、第43回衆議院議員総選挙に青森1区から無所属で出馬。この時も、横山は無所属にこだわり、民主、社民、共産、横山以外の無所属候補者も乱立する中、手堅く組織票を固めた自由民主党の津島雄二に僅差で敗れ、地元紙の識者による選挙評では、民主党から出馬していれば、当選していたと指摘された。
落選後、2004年から小沢一郎衆院議員の政策秘書を務め、2005年の第44回衆議院議員総選挙に青森1区から民主党公認で出馬した。初めての政党公認候補となったが、連合青森は横山の推薦見送りを表明した。衆院選の数か月前に行われた青森市長選挙で、横山は、反核燃をライフワークとする、当時、県会議員で後に青森市長となる鹿内博とともに特定の候補者を応援したが、このことが、東北電力労組の反発を買った。選挙結果は、選挙区では自民党の津島雄二に敗れたが、比例東北ブロックで復活当選している。
2009年の第45回衆議院議員総選挙でも、東北電力労組は不支持を表明したが、民主党への追い風に乗って、投票締め切りと同時にテレビニュースで当確の報が流れ10万票を超える得票で圧勝した。
2009年の総選挙は民主党300議席超の政権交代選挙であったが、青森県では4選挙区のうち、民主党公認候補で勝ったのは横山だけだった。選挙戦を通じた県内の政策論争も、自民対民主ではなく、自民対横山で争われ、それは地元紙の1面で報じられた。政権交代後、横山は県連代表となるが、横山一人が目立つ姿が嫌悪され、県連内での孤立を深め、とりわけ、「菅内閣の政治は間違っている」として批判する徹底した姿勢が、県連内での横山おろしにつながり、2011年7月19日、代表辞任に追い込まれた。しかし、その後も2012年3月30日、消費増税の閣議決定に抗議し、民主党政策調査会副会長を辞任。同年6月26日、衆議院本会議おける社会保障・税一体改革関連法案の採決でも造反し、反対票を投じた。民主党を除籍され、新党の結成に参加し、日本未来の党から2012年の第46回衆議院議員総選挙に出馬したが大差で落選した。落選後は、日本未来の党の後継政党である生活の党に所属していたが、2013年6月に離党した。
2014年の第47回衆議院議員総選挙には出馬せず、2014年、2015年と続けて、新選組土方歳三の歴史小説を出版している。
2015年12月18日に記者会見を行い、2016年の第24回参議院議員通常選挙に日本を元気にする会公認で立候補する意向を表明したが、2016年2月24日にこれを撤回し、青森市長選挙に無所属で出馬する意向を表明した。
その後、青森市長の鹿内博が青森駅前商業ビルのアウガを経営する第三セクターが破綻したことを受け引責辞任したため、11月、青森市長選挙に政党の支援を受けず無所属で立候補した。横山は、従来の青森駅周辺中心から郊外を重視した街づくりへシフトするよう訴えるなどしたが、大差で落選した。
横山は、資金パーティーも献金集めも一切行なわず、無所属にこだわり、「金と組織に頼らない」を自身の公約に掲げてきた。親兄弟も政治家や資産家ではなく、地元出身者でさえなかった。
2017年8月からは、青森市にある浅虫温泉病院の理事長となっている。これ以降、選挙に出馬したことはなく、2018年からは、日刊紙のコメンテーターもしている。

## 政策・主張
- 環太平洋戦略的経済連携協定（TPP）に反対[29]。
- 原発ゼロを目指す[29]。
- 消費増税に反対[29]。
- 日本国憲法改定に反対[29]。

## 発言
- 2010年3月28日に青森市内で開かれた「民主党青森県連躍進パーティー」で、「昨年の総選挙では、まさに革命と呼ぶにふさわしい出来事として、私たちは政権交代を実現したが、革命の後は、反革命が起こる」「今、民主党を批判する反革命分子に負けずに、この危機を乗り越えて行かなければならない」と発言した[30]。
- 2010年6月24日の参院選挙の応援演説で、「ノーモア小泉、リメンバー構造改革」と叫んだ[31]。

## 著作

### 単著
- 『福祉国家の住宅政策――イギリスの150年』 ドメス出版、1998年。ISBN 9784810704815
- 『福祉先進社会の住宅政策――1945年-2000年』 青林書院、2000年。ISBN 9784417012511
- 『歳三の双眸 新選組その真実の姿』 風詠社、2014年。ISBN 9784434199295
- 『蒼空を翔る』 牧野出版、2015年。ISBN 9784895002011
- 『洞爺丸追憶』津軽書房、2023年。ISBN 9784806602576

### 論文
- CiNii収録論文 国立情報学研究所

## 関連人物
- 小沢一郎
- 田名部匡省